# Бодљикаве јегуље
Бодљикаве јегуље (Notacanthiformes) су ред риба са две породице. Ово је релативно нови таксон и према старијој систематици оне су сврстане у подред Notacanthoidei реда Albuliformes. Међутим, много су сличније јегуљама, по чему су и добиле назив, а доказ за то је и губитак каудалног пераја.

## Опис
То су дугачке рибе, мада не као јегуље; достижу дужину до пола метра. Тело им се стањује од главе ка репу, који је зашиљен, а понекад на врху има и бодљу. Њушка је истурена. Углавном се хране слабо покретним или сесилним организмима попут мекушаца, ехинодермата и морских саса. Попут јегуља, имају ларву лептоцефалус која плута при површини док се не преобрази у адулта. Необично је то да ларва може бити већа од адулта.

## Станиште
Живе у океанима на дубинама од 120 до 4.900 m. 